# Avventisti del settimo giorno del movimento di riforma
Gli avventisti del settimo giorno del movimento di riforma sono una denominazione cristiana, parte del movimento avventista, nata come risultato di una scissione dalla Chiesa cristiana avventista del settimo giorno causata dal disaccordo sulla corretta osservanza del sabato e sul servizio militare durante la prima guerra mondiale. Tale nascita è avvenuta ufficialmente nel 1925 a Gotha, nella Turingia, in Germania.
La formazione di questa denominazione è stata il risultato delle azioni di L.R. Conradi e di alcuni capi della Chiesa cristiana avventista del settimo giorno europea durante la guerra, che avevano deciso che fosse accettabile per gli avventisti di partecipare alla guerra, una decisione che era in netta opposizione alla posizione storica della Chiesa che aveva sempre confermato la posizione non combattiva. Dal momento che nella guerra civile statunitense, gli avventisti erano conosciuti come non combattenti, la Chiesa aveva svolto un lavoro negli ospedali o per dare assistenza infermieristica piuttosto che ruoli di combattimento.

## Storia
La Conferenza generale degli avventisti del settimo giorno inviò un ministro avventista e segretario della Conferenza generale William Ambrogio Spicer ad indagare, ma egli non riuscì a cambiare ciò che L.R. Conradi e gli altri avevano fatto. Dopo la guerra, la Chiesa cristiana avventista del settimo giorno inviò quattro fratelli della Conferenza generale (Arthur Daniells, L.H. Christian, F.M. Wilcox, M.E. Kern) nel luglio del 1920, che parteciparono a una riunione ministeriale in Friedensau con la speranza di una riconciliazione. Davanti a 200 Pastori e alla presenza dei fratelli della Conferenza generale, G. Dail, L.R. Conradi, H.F. Schuberth, e P. Drinhaus ritirarono la loro affermazione sul servizio militare e si scusarono. Gli avventisti del movimento di riforma ne furono informati e il giorno successivo si tenne un incontro dei fratelli avventisti con gli avventisti del Movimento di Riforma. Daniells li esortò a ritornare alla Chiesa cristiana avventista del settimo giorno, ma gli avventisti del movimento di riforma sostennero che i leader della Chiesa cristiana avventista del settimo giorno avevano abbandonato la verità e che perciò la speranza di riconciliazione con loro era fallita.
Nel 1951 vi fu una lotta di potere tra gli avventisti del settimo giorno del Movimento di Riforma che portò, successivamente, ad una divisione interna nella stessa Chiesa del Movimento di Riforma. Un gruppo divenne la Società missionaria internazionale degli avventisti del settimo giorno, Movimento di riforma con sede a Mosbach, nel Baden-Württemberg, in Germania. L'altro gruppo ha ricevuto il nome di "avventisti del settimo giorno del Movimento di riforma con sede a Roanoke, in Virginia negli USA.
Anche il Movimento di riforma degli avventisti del settimo giorno promuove uno stile di vita naturale e vegetariano e riconosce il ruolo profetico di Ellen G. White al pari della Chiesa cristiana avventista del settimo giorno.

## Diffusione
Nel 1980 la Società missionaria internazionale aveva circa 10 000 membri in tutto il mondo, (oggi meno di 15 000) mentre la Chiesa avventista del settimo giorno del Movimento di riforma aveva circa 15 000 membri (poi nel 2007 più di 32 000). Oggi gli avventisti del settimo giorno del Movimento di riforma contano complessivamente un totale di 47 000 membri, diffusi particolarmente, oltre che negli Stati Uniti d'America, in Brasile, Perù, Cile, Romania, Moldavia, Germania e Italia.
Nel 2005, la corrente principale Chiesa cristiana avventista del settimo giorno ha cercato di fare ammenda e si è scusata per i suoi errori durante la seconda guerra mondiale, come la questione delle azioni compiute da L.R. Conradi durante quella guerra.

## In Italia
In Italia il Movimento di riforma (con sede a Roanoke) è presente dal 1950 e continua un'esistenza separata dalla Società Missionaria Internazionale (con sede a Mosbach, nel Baden-Württemberg, in Germania).
La sede legale in Italia del Movimento di riforma è a Trieste, ma sono presenti comunità anche a Roma, a Capolona e a Bibbiena (entrambi in provincia di Arezzo), ad Aosta, a Collegno (in provincia di Torino), a Tigliole (in provincia di Asti), a Pavia, a San Donato Milanese (in provincia di Milano) e a Como (l'associazione avventista Aurora di Como,  associazione di volontariato per un nuovo umanesimo cristiano, quest'ultima è nata verso la fine degli anni 80). La comunità di Como nasce grazie al lavoro di alcuni avventisti di Milano e all'attività di un ministro che da Napoli, con la sua famiglia, si trasferisce in Lombardia per continuare la sua opera opera missionaria-evangelistica. Oggi è formata da diversi membri e persino da interi nuclei familiari. Il 10 ottobre 2009, questa comunità si è costituita come associazione religiosa dal nome Comunità degli avventisti per il rinnovamento. La nuova comunità non intende proporsi come un'ulteriore denominazione religiosa, ma come semplice progetto di fede, ispirato ai principi dell'avventismo storico, di cui mantiene immutate le basi bibliche. I suoi membri si sentono infatti parte di un concetto più ampio di "chiesa", che corrisponde al periodo profetico di Laodicea, che è connotato dall'insieme ideale di quanti osservano tutti i comandamenti di Dio ed hanno la fede in Gesù. Si tratta di un'esperienza cristocentrica, che mette in primo piano la conversione, la guarigione interiore e l'impegno sociale, lasciandosi alle spalle una religiosità giudicante, fondata su regole umane ed espressioni di fondamentalismo cristiano settario. I fondamenti teologici sono costituiti da un ritorno ai grandi pilastri del protestantesimo (Sola Scriptura, Sola Fide, Sola Gratia, Solo Christo, Soli Deo Gloria). L'impegno assunto è di proseguire nel percorso di rinnovamento nella spiritualità già intrapreso, rendere ancora più attiva la propria presenza nel contesto civile, intensificare la condivisione di iniziative e progetti con comunità sorelle e credenti aperti al dialogo.
Nel 1994 si tenne a Bobbio Pellice, nelle Valli Valdesi, la Conferenza generale della gioventù degli avventisti del settimo giorno del Movimento di riforma, con la presenza di più di duecento persone provenienti da ventidue paesi.
La Società missionaria internazionale in Italia ha una sede a Tortoreto (in provincia di Teramo) e una sede a Decimomannu (nella città metropolitana di Cagliari).